# Асаиб Ахль аль-Хакк
Аса́иб Ахль аль-Хакк (араб. عصائب أهل الحق‎ — «Лига праведников») — шиитская исламистская военизированная группировка, действующая в Ираке и Сирии. Группировка имеет проиранскую направленность и была под покровительством иранского генерала, командующего спецподразделением «Кудс» Касема Сулеймани.
Группа тесно связана с ливанской Хезболлой и в своей идеологии ссылается на Верховного лидера Ирана — аятоллу Али Хаменеи. До 2007 года об «Асаиб Ахль аль-Хакк» знали немногие, а дебют группировки в качестве ударной силы генерала Сулеймани пришёлся на январь 2007 года, когда они напали на военный аванпост США в священном шиитском городе Кербеле. Спустя несколько месяцев лидер группировки Каис Хазали, его брат Лаис Хазали и высокопоставленный член Хезболлы Али Муса ад-Дадкук были захвачены SAS близ Басры. После этого были предприняты меры по легитимизации группы.
В мае 2007 года «Асаиб Ахль аль-Хакк» захватила британского ИТ-консультанта Питера Мура и четверых его телохранителей в восточном Багдаде. Питер Мур был освобождён после того, как братья Хазали были выпущены из американских тюрем в Ираке.